# Strzeblewo
Strzeblewo [pronunciación en polaco: /stʂɛˈblɛvɔ/] (en alemán: Streblow) es un pueblo ubicado en el distrito administrativo de Gmina Rymań, dentro del Condado de Kołobrzeg, Voivodato de Pomerania Occidental, en el norte de Polonia occidental. Se encuentra aproximadamente a 4 kilómetros al noreste de Rymań, a 22 kilómetros al sur de Kołobrzeg, y a 90 kilómetros al noreste de la capital regional Szczecin.
Antes de 1945, el área fue parte de Alemania. Para la historia de la región, véase Historia de Pomerania.